# Campeonato Paulista de Futebol Feminino Sub-15 de 2024
O Campeonato Paulista Feminino Sub-15 de 2024 foi a terceira edição deste torneio estadual de futebol feminino organizado pela Federação Paulista de Futebol (FPF).
O torneio compreendeu quatro distintas fases e envolveu a participação de um total de 15 clubes, ocorrendo no período de 27 de abril a 27 de julho. A fase inicial consistiu na divisão dos participantes em três grupos, nos quais os clubes enfrentaram seus oponentes da mesma chave em partidas de turno e returno. Nas fases subsequentes, a determinação dos avançados para a fase seguinte baseou-se no resultado agregado das duas partidas, culminando na redução progressiva do número de clubes a cada fase até a disputa da final.
O título da edição foi conquistado pelo São Paulo, que venceu a decisão contra o Corinthians, com um placar agregado de 10 a 3. Este triunfo marcou o primeiro título na história do clube paulistano neste torneio.

## Antecedentes
Em 22 de fevereiro de 2017, a FPF organizou um congresso técnico que resultou na criação do Paulista Feminino Sub-17. Este torneio foi organizado por quatro edições antes de a entidade anunciar, no início de 2020, a concepção do Paulista Sub-15, juntamente com a divulgação de seu regulamento e tabela de jogos. No entanto, devido à pandemia de COVID-19, a edição do Paulista Sub-15 acabou sendo cancelada. Dois anos depois, a FPF anunciou o relançamento da competição. A Ferroviária conquistou o título da primeira edição, enquanto o Corinthians se sagrou campeão da segunda.

## Formato e participantes
A edição em questão contou com a participação de 15 clubes, divididos em três grupos de cinco times cada. O formato da competição envolveu confrontos diretos entre os integrantes dos grupos, em partidas de ida e volta. A progressão no torneio foi definida da seguinte maneira: os dois primeiros colocados de cada grupo e os dois melhores terceiros colocados avançaram para as quartas de final. O chaveamento dos confrontos das quartas de final foi determinado com base no desempenho geral das equipes ao longo do torneio.
| Equipe           | Cidade                | Participações | Títulos  |
| ---------------- | --------------------- | ------------- | -------- |
| ABEC             | Bebedouro             | —             | —        |
| Audax            | Osasco                | 1             | —        |
| Centro Olímpico  | São Paulo             | 2             | —        |
| Corinthians      | São Paulo             | 1             | 1 (2023) |
| Ferroviária      | Araraquara            | 2             | 1 (2022) |
| Ituano           | Itu                   | —             | —        |
| Meninas em Campo | São Paulo             | 2             | —        |
| Paulista         | Jundiaí               | 1             | —        |
| Pinda            | Pindamonhangaba       | 1             | —        |
| Portuguesa       | São Paulo             | —             | —        |
| Realidade Jovem  | São José do Rio Preto | 1             | —        |
| Rio Branco-SP    | Americana             | —             | —        |
| Santos           | Santos                | —             | —        |
| São Paulo        | São Paulo             | 1             | —        |
| WSA              | Ribeirão Preto        | —             | —        |

## Primeira fase
O jogo inaugural da edição de 2024 foi realizado no estádio José Liberatti, em Osasco, e terminou com a vitória do Audax sobre o Paulista por 2 a 0. No dia 19 de maio, o São Paulo goleou o Santos por 15 a 0 no CT Rei Pelé, em Santos, na quinta rodada. Esse resultado estabeleceu a maior goleada da história do São Paulo em clássicos, abrangendo todas as categorias e gêneros. Esta fase se estendeu até 16 de junho, quando foi realizada a última rodada. Corinthians, Ferroviária e São Paulo terminaram como líderes de seus grupos, classificando-se junto com os segundos colocados Audax, Centro Olímpico e WSA. Para completar os oito classificados, ABEC e Portuguesa avançaram como os melhores terceiros colocados.

### Grupo 1
- O ABEC terminou a fase de grupos com 13 pontos, mas perdeu três pontos devido a uma infração ocorrida em 19 de maio de 2024.

## Fases finais
Após a conclusão da primeira fase, os oito classificados foram agrupados em quatro confrontos eliminatórios, disputados em jogos de ida e volta. Ferroviária e Portuguesa fizeram o jogo inaugural da fase eliminatória, que terminou empatado sem gols. No entanto, o clube de Araraquara se classificou para a próxima fase ao vencer o segundo jogo por 2 a 0. Os demais classificados venceram os dois jogos das quartas de final, com destaque para as goleadas de Corinthians e São Paulo. O Corinthians eliminou seu adversário com um placar agregado de 15 a 0, enquanto o São Paulo fez 20 a 0 no agregado. Por sua vez, o Centro Olímpico eliminou o Audax.
Corinthians e Centro Olímpico disputaram um jogo bastante equilibrado, o primeiro da semifinal, em 6 de julho, em Osasco. O clube mandante abriu o placar no início do segundo tempo com um gol de Isa e tentou se defender da pressão do Corinthians, que conseguiu o empate nos acréscimos com um gol de Kaillany. No dia seguinte, Ferroviária e São Paulo ficaram no empate sem gols em Matão. Os jogos de volta foram realizados uma semana depois. O primeiro confronto decidido foi entre Centro Olímpico e Corinthians, em 13 de julho, com vitória do Corinthians pelo placar mínimo. O São Paulo, por sua vez, eliminou a Ferroviária com uma vitória de 3 a 0 em Mogi das Cruzes.
O primeiro jogo da decisão entre Corinthians e São Paulo ocorreu em 20 de julho de 2024, no estádio Gabriel Marques da Silva, em Santana de Parnaíba, com mando do São Paulo. A partida foi marcada pelo equilíbrio entre os rivais. O São Paulo abriu o placar aos seis minutos com um gol de Ana Clara, mas Glória Lira empatou aos 14. Sete minutos depois, o São Paulo reassumiu a liderança com um gol de Gigi Pires. No entanto, o Corinthians virou o jogo ainda no primeiro tempo com gols de Kalena (contra) e Kaillany. O São Paulo reagiu no segundo tempo, empatando o jogo novamente com um gol de Alicia nos primeiros minutos. A virada ocorreu no último lance, com um gol de Sarah.
O jogo de volta da decisão, e o último do campeonato, ocorreu uma semana depois, em 27 de julho, no estádio Ildeu Silvestre do Carmo, em Itaquaquecetuba. O equilíbrio da partida anterior deu lugar a um amplo domínio do São Paulo no jogo de volta. O time abriu o placar aos três minutos com um gol de Helena e ampliou a vantagem com Alicia, aos seis minutos, e Ana Clara, aos 10, estabelecendo uma vantagem de quatro gols no placar agregado. Helena voltou a marcar, encerrando o primeiro tempo com o placar de 4 a 0. No segundo tempo, Gigi Pires e Helena marcaram, consolidando o placar agregado de 10 a 3 e garantindo o título invicto para o São Paulo.
|  | Quartas de final | Quartas de final | Quartas de final | Quartas de final |   |                 | Semifinais      | Semifinais      | Semifinais      | Semifinais      |  |           | Final            | Final            | Final            | Final            |  |  |
|  | 22 a 30 de junho | 22 a 30 de junho | 22 a 30 de junho | 22 a 30 de junho |   |                 | 6 a 13 de julho | 6 a 13 de julho | 6 a 13 de julho | 6 a 13 de julho |  |           | 20 e 27 de julho | 20 e 27 de julho | 20 e 27 de julho | 20 e 27 de julho |  |  |
|  |                  |                  |                  |                  |   |                 |                 |                 |                 |                 |  |           |                  |                  |                  |                  |  |  |
|  | Portuguesa       | 0                | 0                | 0                |   |                 |                 |                 |                 |                 |  |           |                  |                  |                  |                  |  |  |
|  | Ferroviária      | 0                | 2                | 2                |   |                 |                 |                 |                 |                 |  |           |                  |                  |                  |                  |  |  |
|  | Ferroviária      | 0                | 2                | 2                |   | Ferroviária     | 0               | 0               | 0               |                 |  |           |                  |                  |                  |                  |  |  |
|  |                  |                  |                  |                  |   | Ferroviária     | 0               | 0               | 0               |                 |  |           |                  |                  |                  |                  |  |  |
|  |                  | São Paulo        | 0                | 3                | 3 |                 |                 |                 |                 |                 |  |           |                  |                  |                  |                  |  |  |
|  | WSA              | São Paulo        | 0                | 3                | 3 | 0               | 0               | 0               |                 |                 |  |           |                  |                  |                  |                  |  |  |
|  | WSA              |                  |                  |                  |   | 0               | 0               | 0               |                 |                 |  |           |                  |                  |                  |                  |  |  |
|  | São Paulo        | 11               | 9                | 20               |   |                 |                 |                 |                 |                 |  |           |                  |                  |                  |                  |  |  |
|  | São Paulo        | 11               | 9                | 20               |   |                 |                 |                 |                 |                 |  | São Paulo | 4                | 6                | 10               |                  |  |  |
|  |                  |                  |                  |                  |   |                 |                 |                 |                 |                 |  | São Paulo | 4                | 6                | 10               |                  |  |  |
|  |                  | Corinthians      | 3                | 0                | 3 |                 |                 |                 |                 |                 |  |           |                  |                  |                  |                  |  |  |
|  | Centro Olímpico  | Corinthians      | 3                | 0                | 3 | 1               | 3               | 4               |                 |                 |  |           |                  |                  |                  |                  |  |  |
|  | Centro Olímpico  |                  |                  |                  |   | 1               | 3               | 4               |                 |                 |  |           |                  |                  |                  |                  |  |  |
|  | Audax            | 0                | 0                | 0                |   |                 |                 |                 |                 |                 |  |           |                  |                  |                  |                  |  |  |
|  | Audax            | 0                | 0                | 0                |   | Centro Olímpico | 1               | 0               | 1               |                 |  |           |                  |                  |                  |                  |  |  |
|  |                  |                  |                  |                  |   | Centro Olímpico | 1               | 0               | 1               |                 |  |           |                  |                  |                  |                  |  |  |
|  |                  | Corinthians      | 1                | 1                | 2 |                 |                 |                 |                 |                 |  |           |                  |                  |                  |                  |  |  |
|  | ABEC             | Corinthians      | 1                | 1                | 2 | 0               | 0               | 0               |                 |                 |  |           |                  |                  |                  |                  |  |  |
|  | ABEC             |                  |                  |                  |   | 0               | 0               | 0               |                 |                 |  |           |                  |                  |                  |                  |  |  |
|  | Corinthians      | 7                | 8                | 15               |   |                 |                 |                 |                 |                 |  |           |                  |                  |                  |                  |  |  |

- As equipes que estão na parte superior do confronto possuem o mando de campo no primeiro jogo e em negrito as equipes classificadas.

### Gerais
- «Tabelas do Campeonato Paulista Feminino Sub-15 de 2024». Histórico do Desporto. 16 de agosto de 2024. Consultado em 17 de agosto de 2024. Cópia arquivada em 17 de agosto de 2024
- «Regulamento do Campeonato Paulista Feminino Sub-15 de 2024» (PDF). Federação Paulista de Futebol. Consultado em 31 de julho de 2024. Cópia arquivada (PDF) em 31 de julho de 2024

### Específicas
1. ↑  «Federação Paulista cria campeonato estadual feminino sub-17». GloboEsporte.com. 23 de fevereiro de 2017. Consultado em 1 de setembro de 2018. Cópia arquivada em 2 de setembro de 2018
2. ↑  Martín Fernandez (31 de março de 2020). «Futuro do futebol paulista segue indefinido, e FPF tem lista longa de torneios que não começaram». GloboEsporte.com. Consultado em 14 de novembro de 2020. Cópia arquivada em 27 de maio de 2020
3. ↑  «Regulamento específico do Campeonato Paulista de Futebol Feminino - Sub15 - 2020» (PDF). Federação Paulista de Futebol. Consultado em 14 de novembro de 2020. Cópia arquivada (PDF) em 14 de novembro de 2020
4. ↑  «FPF confirma a realização do Paulista Feminino Sub-17 em 2020». Federação Paulista de Futebol. 23 de setembro de 2020. Consultado em 14 de novembro de 2020. Cópia arquivada em 5 de outubro de 2020
5. ↑  «Conselho Técnico define diretrizes do Campeonato Paulista Feminino Sub-15». Federação Paulista de Futebol. 1 de junho de 2022. Consultado em 16 de junho de 2024. Cópia arquivada em 16 de junho de 2024
6. ↑  Vinicius Fernandes (14 de agosto de 2022). «Ferroviária sagra-se campeã paulista sub-15 feminina». DaBase. Consultado em 30 de julho de 2024. Cópia arquivada em 30 de julho de 2024
7. ↑  Samuel Garcia (5 de novembro de 2023). «Nos pênaltis, Corinthians bate Ferroviária e conquista título inédito». Futebol Interior. Consultado em 2 de julho de 2024. Cópia arquivada em 13 de novembro de 2023
8. ↑  «Detalhes do Paulista Feminino Sub-15 são definidos após reunião». O Curioso do Futebol. 27 de março de 2024. Consultado em 30 de julho de 2024. Cópia arquivada em 31 de julho de 2024
9. ↑  «Audax derrota o Paulista no jogo de abertura». Federação Paulista de Futebol. 27 de abril de 2024. Consultado em 31 de julho de 2024. Cópia arquivada em 31 de julho de 2024
10. ↑  «SEREINHAS PERDEM PARA O SÃO PAULO PELO PAULISTA SUB-15». Santos Futebol Clube. 19 de maio de 2024. Consultado em 31 de julho de 2024. Cópia arquivada em 31 de julho de 2024
11. ↑  «Vitória da base feminina se torna a maior goleada em clássicos da história são-paulina». São Paulo Futebol Clube. 20 de maio de 2024. Consultado em 31 de julho de 2024. Cópia arquivada em 31 de julho de 2024
12. ↑  «São Paulo vence Santos e Corinthians fecha 1ª fase com 100% de aproveitamento». Federação Paulista de Futebol. 27 de abril de 2024. Consultado em 31 de julho de 2024. Cópia arquivada em 31 de julho de 2024
13. ↑  «Portuguesa e Ferroviária empatam sem gols no jogo de ida das quartas». Federação Paulista de Futebol. 22 de junho de 2024. Consultado em 31 de julho de 2024. Cópia arquivada em 31 de julho de 2024
14. 1 2  «Corinthians e Ferroviária avançam e semifinais são definidas». Federação Paulista de Futebol. 30 de junho de 2024. Consultado em 31 de julho de 2024. Cópia arquivada em 31 de julho de 2024
15. 1 2  «São Paulo e Centro Olímpico vencem novamente e avançam às semifinais». Federação Paulista de Futebol. 29 de junho de 2024. Consultado em 31 de julho de 2024. Cópia arquivada em 31 de julho de 2024
16. ↑  «Corinthians arranca empate contra Centro Olímpico em Osasco». Federação Paulista de Futebol. 6 de julho de 2024. Consultado em 31 de julho de 2024. Cópia arquivada em 31 de julho de 2024
17. ↑  «PAULISTA FEMININO SUB-15: Corinthians arranca empate com Centro Olímpico na semifinal». Futebol Interior. 6 de julho de 2024. Consultado em 31 de julho de 2024. Cópia arquivada em 7 de julho de 2024
18. ↑  «Ferroviária e São Paulo empatam sem gols no duelo de ida da semi». Federação Paulista de Futebol. 7 de julho de 2024. Consultado em 31 de julho de 2024. Cópia arquivada em 31 de julho de 2024
19. ↑  «PAULISTA FEMININO SUB-15: Ferroviária e São Paulo ficam no 0 a 0 na semifinal». Futebol Interior. 7 de julho de 2024. Consultado em 31 de julho de 2024. Cópia arquivada em 8 de julho de 2024
20. ↑  «Corinthians vence Centro Olímpico e está na decisão». Federação Paulista de Futebol. 13 de julho de 2024. Consultado em 31 de julho de 2024. Cópia arquivada em 31 de julho de 2024
21. ↑  «PAULISTA FEMININO SUB-15: Corinthians vence Centro Olímpico e está na decisão». Futebol Interior. 13 de julho de 2024. Consultado em 31 de julho de 2024. Cópia arquivada em 14 de julho de 2024
22. ↑  «São Paulo elimina Ferroviária e está na grande final». Federação Paulista de Futebol. 14 de julho de 2024. Consultado em 31 de julho de 2024. Cópia arquivada em 31 de julho de 2024
23. ↑  «Sub-15 das Guerreiras Grenás é eliminado pelo São Paulo». Portal Morada. 14 de julho de 2024. Consultado em 31 de julho de 2024. Cópia arquivada em 31 de julho de 2024
24. ↑  «Súmula: São Paulo 4x3 Corinthians» (PDF). Federação Paulista de Futebol. 20 de julho de 2024. Consultado em 31 de julho de 2024. Cópia arquivada (PDF) em 31 de julho de 2024
25. ↑  «São Paulo vence Corinthians no primeiro jogo da decisão». Federação Paulista de Futebol. 20 de julho de 2024. Consultado em 31 de julho de 2024. Cópia arquivada em 31 de julho de 2024
26. ↑  «PAULISTA FEMININO SUB 15: São Paulo vence Corinthians no primeiro jogo da decisão». Futebol Interior. 20 de julho de 2024. Consultado em 31 de julho de 2024. Cópia arquivada em 23 de julho de 2024
27. ↑  «São Paulo goleia o Corinthians e é campeão». Federação Paulista de Futebol. 27 de julho de 2024. Consultado em 31 de julho de 2024. Cópia arquivada em 31 de julho de 2024
28. ↑  «FREGUESIA NA BASE! São Paulo massacra o Corinthians e é campeão do Paulista Feminino sub-15». OneFootball. 27 de julho de 2024. Consultado em 31 de julho de 2024. Cópia arquivada em 31 de julho de 2024
29. ↑  Raffaela Carolina (31 de julho de 2024). «Estaduais Femininos: São Paulo é campeão do Paulista Feminino sub-15». Planeta Futebol Feminino. Consultado em 31 de julho de 2024. Cópia arquivada em 31 de julho de 2024